# Пречистенская арка
Пречи́стенская а́рка — проездная арка в стене Новгородского кремля, сооружённая в начале XIX века на месте разрушенной Пречистенской башни. Арка служит входом на территорию кремля со стороны Волхова.

## История
Арка построена по проекту архитектора А. И. Мельникова в 1820 году на месте разрушенной в 1745 году во время паводка Пречистенской башни. В то время на стене над аркой был помещён вензель Александра I. В то же время возведена Воскресенская арка с противоположной стороны кремля. Стена и арка были отремонтированы в 1936—1938 годах, но во время Великой Отечественной войны серьёзно повреждены: пострадал северный склон арки, зубцы и кладка стены. Арка была отреставрирована в 1946—1947 гг. под руководством С. Н. Давыдова и в 1970-х гг. под руководством Г. М. Штендера. В 1975 году в проёме арки по проекту Л. А. Ашихминой сооружена металлическая решётка с проездными воротами и калитками.

## Архитектура
Арка имеет полуциркульную форму, с коробовым сводом. С наружной стороны кремля над аркой рустованный архивольт с замковым камнем, с внутренней стороны арка выложена шириной в три кирпича. Над аркой проложен боевой ход с зубцами. Арочный проём имеет ширину 11,95 м, высоту 7,25 м, толщина стены в месте арки 4,3 м.